# Rhipsalis lindbergiana
A Rhipsalis lindbergiana egy kevéssé ismert epifita kaktusz

## Jellemzői
Nagyon gazdagon elágazó növény, fatörzsekről lecsüngve növekedik, hossza 1–2 m lehet. Szárszegmensei megnyúltak, 3–5 mm átmérőjűek, areolái fehér szőröket és 2 sertét hordoznak. Számos virága laterálisan fejlődik, rózsás árnyalatú, pericarpiuma többé-kevésbé kopasz. Termése világos piros, gömbölyded, 2–3 mm átmérőjű bogyó 16-20 maggal.

## Elterjedése
Brazília: Pernambuco, Bahia, Minas Gerais, Espirito Santo, Rio de Janeiro, Sao Paulo államok. Epifitikus a magasan fekvő restinga, az atlantikus brajo és caatinga-agreste erdőkben, tengerszintközeltől legalább 900 m tengerszint feletti magasságig.

## Rokonsági viszonyai
Habár az élő példányok élesen elkülönülnek, herbáriumi példányai gyakran összetévesztik a Rhipsalis baccifera egyedeivel. Egyedeinek téves meghatározása ellenére gyakori növény, különösen a Rio de Janeirót körülvevő erdőkben. A Rhipsalis subgenus tagja.